# يوميات مدير عام 2
مسلسل سوري كوميدي.وهو الجزء الثاني من مسلسل يوميات مدير عام عاد المسلسل
بعد أكثر من 15 عام - في العام 2011 وهو من إنتاج سوريا الدولية للإنتاج الفني.
فكرة: د.زياد الريس
سناريو وحوار: خالد حيدر
ومن إخراج أحمد زهير قنوع

## عن المسلسل
في جزءه الأول انتهى العمل عند شعور الدكتور احمد عبد الحق بالإحباط الشديد حين عاد إلى مؤسسته التي توهم أنه تم إصلاحها فوجدها وقد عادت كما كانت فصرخ بكلمته الشهيرة ( عوجة)، وغادر إلى منزله وهو يكاد يكون متيقناً من استحالة التغيير .
الجزء الثاني يبدأ بعد أكثر من عشر سنوات حيث كان الدكتور احمد عبد الحق قد عاد إلى عمله طبيبًا في عيادته المتواضعة ورب أسرة يعيش مع زوجته وابنه، بعد أن تزوجت ابنته من ابن خالتها، وهي تعمل في سلك القضاء بينما زوجها يعمل محامياً.
فجأة يتصل الوزير مازن بالدكتور احمد ويعرض عليه تولي منصب مدير عام لمؤسسة كبيرة عشش فيها الفساد إلى درجة تتطلب وجود رجل نزيه يعيد تكوينها على أسس وأخلاقيات مغايرة يمكن أن تشكل نموذجاً للمؤسسات الحكومية .
ومع إلحاح الوزير يوافق د. احمد على المنصب الجديد لكنه يشترط وجود مساحة وهامش أكبر من الحرية يمكنه من الحركة والتغيير فيوافق الوزير ودون أن يخبر احمد أيا كان بتكليفه مدير عام يتفشى الخبر بين أفراد أسرته وموظفي المؤسسة بسرعة الهشيم.
مع سير الأحداث تتعقد الأمور وتتكشف حقائق موجعة بشكل كوميدي وساخر ..لكن د.احمد يصر على متابعة مشواره ضد الفساد والخلل .
اما عن التغييرات بعد الجزء الأول يكشف عن:
حسام ومها يتزوجان، طارق وابن عمته في مشروع بناء، أبو شريف ينتقل إلى المديرية العامة.

## الشخصيات الرئيسية
- الدكتور احمد عبد الحق - أيمن زيدان
- عماد نائب المدير العام نضال نجم
- طارق - أندريه سكاف
- أميرة - مها المصري (مكان الفنانة نادين خوري)
- مها - أمية ملص
- عدنان - سليم كلاس (مكان عصام عبه جي)
- سميرة - وفاء موصللي (مكان سحر فوزي)
- حسام - وائل أبو غزالة (مكان سامر المصري)
- دلال - فاتن شاهين (مكان رندة عيد)
- وحيد - زهير عبد الكريم

## بطولة
هنالك الكثير من الممثلين من الجزء الأول مشاركين في هذا العمل لكن ليس بنفس الأدوار مثل نزار أبو حجر وجرجس جبارة. كما وانه قد تم تبديل الكثير من الشخصيات - فمثلا زوجة المدير التي كانت في الجزء الأول الممثلة نادين - في الجزء الثاني هي الممثلة مها المصري.
العمل من بطولة كل من: أيمن زيدان, مها المصري , اميه ملص , اندريه سكاف, وفاء موصلي, سليم كلاس , نضال نجم،جرجس جبارة زهير عبد الكريم, وائل أبو غزالة, نزار أبو حجر, حسام تحسين بك, خالد تاجا, أدهم مرشد ,علي كريم, مرح جبر, أيمن عبد السلام, سوزان سكاف, لمى إبراهيم, حسن دكاك, فاتن شاهين, نضال نجم, محمد حداقي جهاد عبدو